# Peter Renaday
Peter Renaday (født 9. juni 1935 i Louisiana, USA, død september 2024 i Burbank, Californien) var en amerikansk tegnefilmsdubber. Han var uden tvivl bedst kendt som stemmen bag både Splinter og Vernon Fenwick i 1987-version af Teenage Mutant Ninja Turtles.